# Коломенский укрупнённый сельский район
Коломенский укрупнённый сельский район — административно-территориальная единица в составе Московской области РСФСР в 1963—1965 гг.
В конце 1962 года в Московской области было реорганизовано административно-территориальное деление. Это было вызвано разделением органов управления страной по производственному принципу — на промышленные и сельские. Коломенский укрупнённый сельский район стал одним из 12 укрупнённых сельских районов, образованных в новых границах вместо 34 упразднённых районов Московской области.
Район был образован в соответствии с объединённым решением исполнительных комитетов промышленного и сельского областных Советов от 30 декабря 1962 года и утверждён указом Президиума Верховного совета РСФСР от 1 февраля 1963 года, а его состав и административно-территориальное деление определены объединённым решением промышленного и сельского исполкомов области от 27 апреля 1963 года.
В состав района вошли сельские территории 57 сельских советов трёх упразднённых районов — Коломенского, Зарайского и Луховицкого. Административным центром стал город Коломна.
Таким образом, в Коломенский укрупнённый сельский район были включены:
- Белоколодезский, Бояркинский, Гололобовский, Горский, Губастовский, Дулебинский, Карасевский, Клишинский, Лукерьинский, Макшеевский, Мощаницкий, Непецинский, Никульский, Новодеревенский, Пестриковский, Пирочинский, Редькинский, Сенницкий, Сосновский, Федосьинский, Хорошовский и Шкиньинский сельсоветы из Коломенского района;
- Беспятовский, Больше-Белынический, Больше-Ескинский, Жемовский, Ильицинский, Каринский, Кармановский, Клин-Бельдинский, Летуновский, Макеевский, Машоновский, Пенкинский, Струпневский, Трасненский, Хлоповский и Черневский сельсоветы из Зарайского района;
- Аксеновский, Алпатьевский, Астаповский, Выкопанский, Гавриловский, Гольцевский, Городнянский, Григорьевский, Дединовский, Кончаковский, Краснопоймовский, Лесновский, Ловецкий, Любический, Матырский, Нижне-Масловский, Носовский, Слемско-Борковский и Фруктовый сельсоветы из Луховицкого района.

30 июня 1964 года были упразднены Новодеревенский и Лесновский сельсоветы, территории которых были переданы соответственно Хорошовскому и Ловецкому сельсоветам.
В конце 1964 года разделение органов управления по производственному принципу было признано нецелесообразным и указом Президиума Верховного совета РСФСР от 21 ноября и исполняющим его решением Мособлисполкома от 11 января 1965 года все укрупнённые сельские районы Московской области были упразднены и восстановлены обычные районы, в частности Коломенский, Зарайский и Луховицкий в прежних границах на территории Коломенского укрупнённого сельского района.